# Имай-Утарово
Имай-Утарово (баш. Имай-Утар) — село в Дюртюлинском районе Башкортостана, входит в состав Московского сельсовета.

## Население
| 2002 | 2009 | 2010 |
| ---- | ---- | ---- |
| 348  | ↗361 | ↘325 |

Национальный состав
Преобладающая национальность — татары (82 %).

## История
Основано в 1713 году мишарями. В записи от того года, данной служилым татарам их одновотчинниками значится:
«отдали мы, Бекчура и Токай с тов., в вотчине своей в вершине речки Малой Евбазы по левую сторону им под усад и под пашню земли и сенные покосы. И им, Имаю и Сулейману с тов., в той вотчине над тою речкою Евбазою поселитца усадьбою 10-ми дворами, и пашня пахать, и сено косить, и рыбу и птицу и зверя, кроме бобров, ловить, и лес на хоромное строение, кроме дельных деревьев и бортей, рубить. И владеть им усадьбою и пашенными землями и сенные покосы вечно. А с той вотчины имать нам, Бекчуре и Тойке с тов., в помочь великому государю в ясак по осьми гривен денег на всякий год беспереводно. Да в тех же межах, в той вотчине мне, Бекчюре, тое же. Ельдяцкие волости з башкирцы с Аканом да Килишем, да Сайтом, с Кулманом поселитца усадьбою 5-ти дворами особливою деревнею»
Позже, по договору 1720 г. в село были приняты и тептяри.
По материалам Первой ревизии, в 1722 году в деревне были учтены 32 души мужского пола служилых мещеряков.
В 1843 г. в селе проживало 186 мишарей, 126 тептярей. 52 двора со всеми 324 жителями владело 246 лошадьми, 242 коровами, 138 овцами, 108 козами. У них было 400 десятин пашни. Была мельница. Имели 95 ульев. Мечети не было. 

## Географическое положение
Расстояние до:
- районного центра (Дюртюли): 19 км,
- центра сельсовета (Москово): 6 км,
- ближайшей ж/д станции (Уфа): 96 км.